# Institut de théologie orthodoxe de Chálki
L'institut de théologie orthodoxe de Halki (en turc : Heybeli Rum Ortodoks Ruhban Okulu ; en grec moderne : Ιερά Θεολογική Σχολή της Χάλκης), aussi appelé séminaire de Halki, est un établissement d'enseignement supérieur destiné à la formation théologique du clergé orthodoxe situé sur l'île d'Heybeli dans la mer de Marmara, près de la ville d'Istanbul, en Turquie.
Il dépend du Patriarcat œcuménique de Constantinople.
Le patriarcat souhaite le rouvrir afin d'assurer sa pérennité (les accords avec le gouvernement turc prévoyant que seuls des citoyens turcs ayant été formés en Turquie peuvent être nommés Patriarches), mais s'est vu rejeter cette demande. Cette réouverture, réclamée par plusieurs personnalités et États à travers le monde, s'inscrit parmi les nombreux points en discussion autour de l'adhésion de la Turquie à l'Union européenne.

## Historique
Créé en 1844, il a été fermé par les autorités turques en 1971. Avant sa fermeture forcée, il accueillait 120 étudiants. 
En novembre 2007, une chapelle située en face de l'institut a été presque entièrement détruite par des fonctionnaires de l'administration turque des forêts, sans avertissement préalable et alors que la chapelle avait été récemment restaurée. Le parlement européen a condamné cet acte et demandé que les dommages causés soient réparés.
Dans un discours devant le Parlement turc en 2009, le président américain Barack Obama a plaidé pour la réouverture du séminaire. De même en 2013, John Kerry, lors d'une conférence de presse à Istanbul clôturant deux jours de discussions sur la crise syrienne et le conflit proche-oriental, a exprimé la même demande auprès d'Ahmet Davutoğlu.

### articles connexes
- Philosophie byzantine